# ГЕС Морроу-Поїнт
ГЕС Морроу-Поїнт — гідроелектростанція у штаті Колорадо (Сполучені Штати Америки). Знаходячись між ГЕС Блу-Меса (вище по течії) та ГЕС Крістал (31,5 МВт), входить до кладу каскаду на річці Gunnison, лівій притоці Колорадо (на території Мексики впадає до Каліфорнійської затоки).
У межах проекту річку перекрили бетонною арковою греблею висотою 143 метри, довжиною 221 метр та товщиною від 3,7 (по гребеню) до 15,8 (по основі) метрів, яка потребувала 279 тис. м3 матеріалу. Вона утримує водосховище з площею поверхні 3,3 км2 та об'ємом 145 млн м3 (корисний об'єм 52 млн м3), в якому можливе коливання рівня між позначками 2075 та 2182 метри НРМ (у операційному режимі — між 2164 та 2182 метри НРМ).
Через водоводи діаметром по 4,1 метра ресурс надходить до пригреблевого машинного залу. Останній споруджений у підземному виконанні та має розміри 70х17 метрів при висоті 41 метр. Основне обладнання станції становлять дві турбіни типу Френсіс потужністю по 88,7 МВт, які при напорі у 121 метр забезпечують виробництво 269 млн кВт-год електроенергії на рік.
Видача продукції відбувається по ЛЕП, розрахованих на роботу під напругою 230 кВ.